# Čínský svaz ledního hokeje
Čínská asociace ledního hokeje (čínsky znaky 中国冰球协会, anglicky Chinese Ice Hockey Association) je řídícím orgánem ledního hokeje v Číně. Členem Mezinárodní hokejové federace je od 25. července 1963. Momentálním prezidentem je Wang Yitao. Na žebříčku IIHF v roce 2022 je Čína v mužském hokeji na 26. místě a na žebříčku v ženském hokeji na 16. místě.[kdy?]